# Antrim
För andra betydelser, se Antrim (olika betydelser).

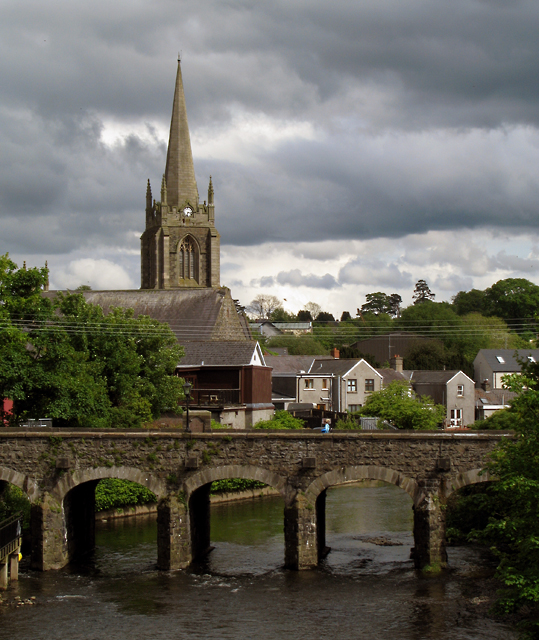
Massereene Bridge i Antrim.

Antrim (iriska: Aontroim) är en stad i Antrim i Nordirland. Staden är en av två huvudorter för distriktet Antrim and Newtownabbey.
År 1649 brändes hela byn ner av general Monro. År 1798 motstod Antrim ett angrepp ifrån United Irishmen under Irländska upproret.